# Heathen (groupe)
Pour les articles homonymes, voir Heathen.
Heathen est un groupe de thrash metal américain, originaire de San Francisco, en Californie. Il est formé en 1984 par Lee Altus et Carl Sacco. Il compte au total quatre albums studio : Breaking the Silence (1987), Victims of Deception (1991), The Evolution of Chaos (2009) et Empire of the Blind (2020).

## Biographie

### Débuts (1984–1987)

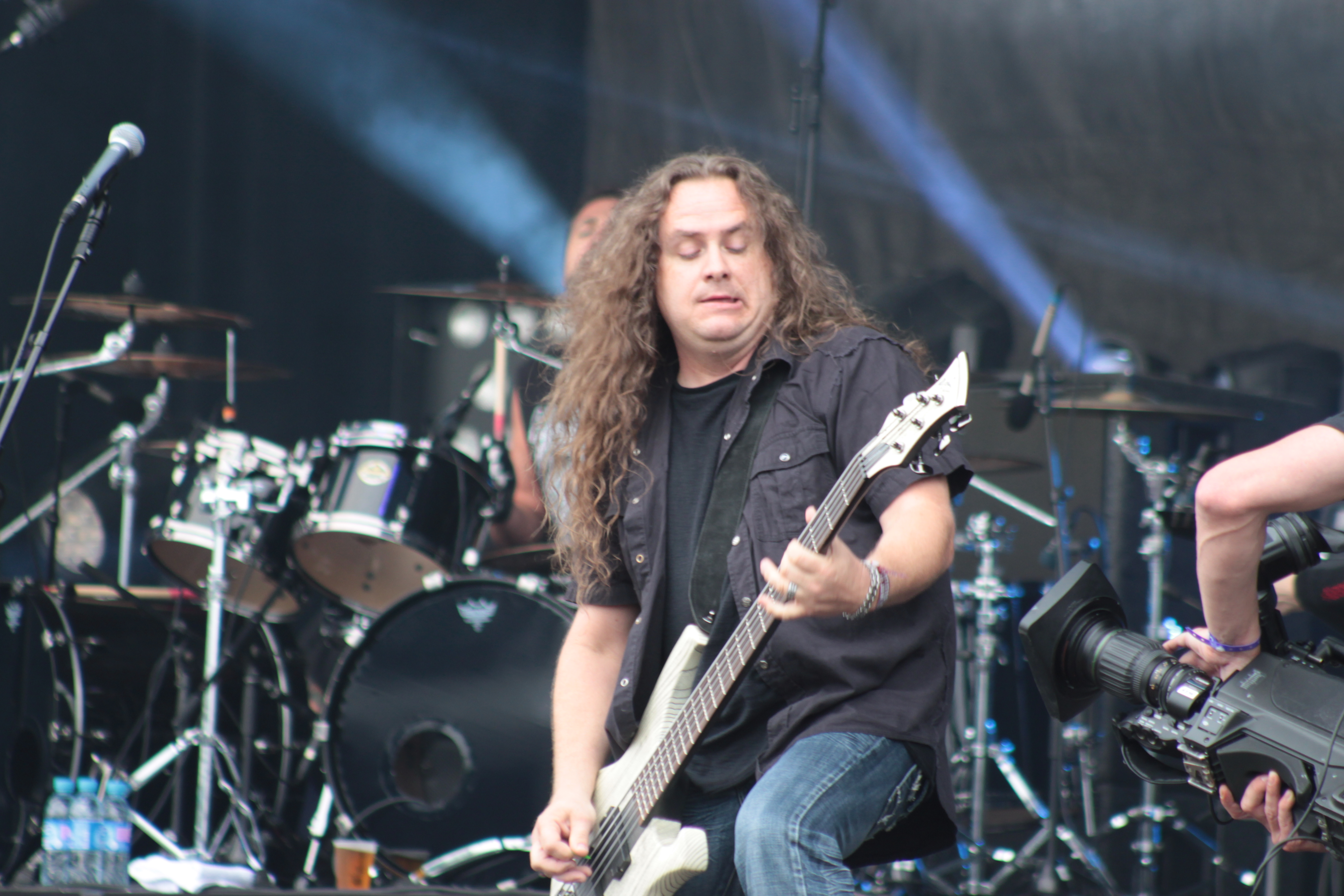
Laurie Marlow, en 2013.

Heathen est formé en 1984 par le guitariste Lee Altus et le batteur Carl Sacco (ex-Metal Church), par la suite rejoints par le chanteur Sam Kress et le guitariste Jim Sanguinetti (qui formera le groupe Mordred).
Peu après leur premier concert le 21 avril 1985, Kress et Sanguinetti quittent le groupe et sont remplacés par le chanteur David Godfrey (ex-Blind Illusion) et le guitariste Doug Piercy (ex-Anvil Chorus et Control). Le groupe recrute également le bassiste Eric Wong à cette période. Cette formation débute au début de 1986 et devient prolifique dans la Bay Area.
Le groupe se popularise en 1987 avec la sortie de la démo Pray for Death, qui leur permet de signer au label Combat Records. Peu après cette signature, Eric Wong quitte le groupe pour rejoindre Piranha, et est remplacé à la basse par le guitariste Mike « Yaz » Jastremski.

### Breaking the Silence(1987–1990)
Le premier album de Heathen, Breaking the Silence, est publié en 1987. L'album est bien accueilli par la presse spécialisée, et comprend un single, une reprise de la chanson Set Me Free du groupe glam rock The Sweet. La chanson est jouée à la radio locale et diffusée à l'émission Headbanger's Ball sur MTV. Le groupe tourne en soutien à l'album. En 1988, Carl Sacco quitte le groupe à cause de divergences musicales. Il est remplacé par Darren Minter. Mike Jastremski quitte également le groupe peu après, et le groupe change plusieurs fois de bassistes et chanteurs en 1988 et 1991.
En 1989, David Godfrey quitte le groupe à cause de divergences personnelles et musicales. pendant quelques mois, le chanteur Paul Baloff rejoint le groupe. Ils tournent aussi brièvement avec le chanteur de Metal Church, David Wayne. À la fin de 1988, Rick Weaver est recruté au sein de The Dispossessed qui ouvre pour Heathen à sa tournée nationale. Il quitte le groupe en bons termes en 1989 citant des différences créatives. En 1990, Godfrey (David White) revient chez Heathen.

### Victims of Deception(1991–1993)
Afin d'enregistrer son nouvel album, Victims of Deception, Heathen recrute le membre de Blind Illusion, Marc Biedermann, pour les morceaux à la basse. L'album est publié en 1991 au label Roadrunner Records. Victims of Deception est considérablement plus technique et mieux accueilli par la presse spécialisée que Breaking the Silence. Leur reprise de la chanson Kill the King de Rainbow et la ballade Prisoners of Fate sont publiés indépendamment. Le groupe tourne en soutien à l'album, notamment en Europe avec Sepultura et Sacred Reich.
Cette même année, Heathen recrute officiellement Randy Laire comme bassiste permanent, et tourne jusqu'à la mort de Laire et de sa compagne dans un accident de la route. Le groupe le remplace par Jason Viebrooks. Doug Piercy quitte le groupe en 1992 et est remplacé par Ira Black. Le groupe annonce la sortie d'un EP de reprises dédié à Laire et à sa compagne, mais se met en pause en 1993.

### Retour (2001–2008)
Heathen revient en 2001, et la formation comprend David White, Lee Altus, Ira Black, Mike Jastremski et Darren Minter, pour jouer au concert Thrash of the Titans en soutien à Chuck Billy et Chuck Schuldiner. Le concert est un énorme succès, et en 2004, Jastremski quitte une nouvelle fois le groupe, et est remplacé par le bassiste d'Ulysses Siren, Jon Torres. Un EP, Recovered, est publié au label Relentless Metal Records, et comprend des démos de la période Victims of Deception. Une nouvelle démo est publiée en août 2005, et comprend trois nouvelles chansons.
Heathen recruted Terry Lauderdale en 2005 comme second guitariste et tourne en Europe. Toujours en 2005, Lee Altus se joint au groupe Exodus, tout en restant au sein de Heathen. En 2005, ils participent à nouveau au Thrash of the Titans. En novembre 2007, le groupe recrute le guitariste de Prototype, Kragen Lum, et Mark Hernandez pour replacer Darren Minter et Lauderdale. Minter revient dans le groupe l'année suivante en 2008.

### The Evolution of Chaos(depuis 2009)

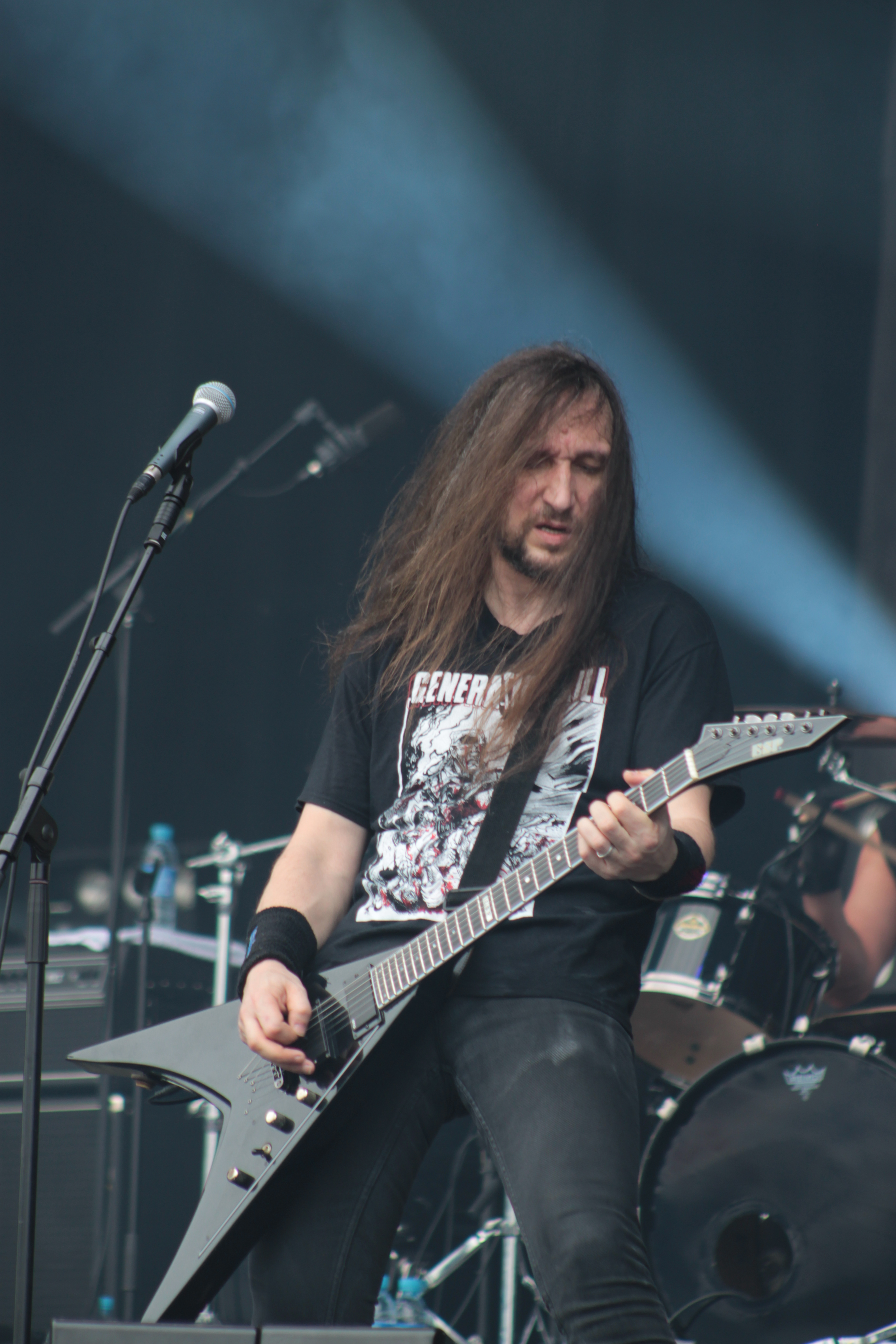
Lee Altus, Heathen, au Hellfest en 2013, à Clisson.

Le groupe publie The Evolution of Chaos au label japonais King Records au Japon le 23 décembre 2009, au label Mascot Records en Europe le 25 janvier 2010, et au label Mascot Records USA en Amérique en février 2010. Heathen joue au Rock Hard Festival en Allemagne, en 2009, et soutient Testament, Exodus, et Kreator au Thrash Domination à Kawasaki, Kanagawa, au Japon.
En soutien à leur premier album original depuis 1991, The Evolution of Chaos, Heathen tourne en avril et mai 2010 après l'annulation des dates en mars. Le 25 novembre 2011, Heathen joue dans toute l'Europe avec la tournée Thrashfest Classics 2011 European Tour 2011. Ils jouent avec Sepultura, Exodus, Destruction et Mortal Sin. La tournée passe aussi par Vienne, en Autriche, le 18 décembre 2011. En 2012, Heathen annonce la signature d'un contrat avec le label Nuclear Blast Records pour des albums à venir. Au printemps 2013, le groupe annonce le départ du batteur Darren Minter. Jon Dette (ex-Slayer) le remplace à leur tournée européenne qui suit. Jon Torres meurt le 2 septembre 2013 d'une crise cardiaque.

## Membres

### Membres actuels
- David White - chant (1985–1988, 1989–1992, depuis 2001)
- Lee Altus - guitare (1984–1992, depuis 2001)
- Kragen Lum - guitare (depuis 2007)
- Jason Mirza - basse (depuis 2019)
- Jon Dette - batterie de session (depuis 2013)[10]

### Anciens membres
- Sam Kress - chant (1984 ; décédé en 2006)
- Paul Baloff - chant (1988 ; décédé en 2002)
- Rick Weaver - chant (1988–1989)
- Jim Sanguinetti - guitare (1984)
- Doug Piercy - guitare (1985–1992)
- Ira Black - guitare (1992, 2001–2004)
- Terry Lauderdale - guitare 2005–2007)
- Eric Wong - basse (1984-1985)
- Mike « Yaz » Jastremski - basse (1986–1988, 2001–2004 ; décédé en 2005)
- Manny Bravo - basse (1989)
- Vern McElroy - basse (1989–1990)
- Marc Biedermann - basse (1990–1991)
- Randy Laire - basse (1991 ; décédé en 1991)
- Jon Torres - basse (2004–2011 ; décédé en 2013)
- Carl Sacco - batterie (1984–1988)
- Mark Hernandez - batterie (2007)
- Darren Minter - batterie (1988–1992, 2001–2007, 2008–2013)

## Discographie
- 1986 : Pray for Death (Démo)
- 1987 : Breaking the Silence
- 1988 : Demo (avec Paul Baloff)
- 1991 : Victims of Deception
- 2004 : Recovered (E.P.)
- 2009 : The Evolution of Chaos
- 2020 : Empire Of The Blind